# Військова допомога
Військова допомога — форма військової співпраці з метою зміцнення оборони дружніх (нейтральних або що розвиваються) держав, що не в змозі самостійно забезпечити власну безпеку або захистити певні геополітичні інтереси іншої держави. Військову допомогу здійснюють як правило держави, що відіграють провідну роль у системі міжнародних і міжнародно-правових відносин у вигляді міждержавної допомоги для військових потреб на безоплатній або пільговій основі. Військову допомогу здійснюють у формі фінансових потоків, військових консультацій, поставок зброї та військової техніки, участі у модернізації бойової та спеціальної техніки, направлення військових фахівців (радників та фахівців із експлуатації озброєння), будівництва об'єктів інфраструктури, навчання військовослужбовців у військових навчальних закладах або спеціальних центрах ін. д-в, допомоги у бойовій підготовці військ, сил, у розробці бойових статутів та інших документів. Новою формою В.д. стала допомога в організації та проведенні випробувань нових зразків техніки та озброєння, або надання навчальних полігонів для таких випробувань.

## Шляхи здійснення військової допомоги
В.д. можна здійснювати як у межах державних урядових програм військових поставок ін. країнам (Foreign Military Sales), так і у межах програм «прямих комерційних поставок» (Direct Commercial Sales), коли договори на допомогу укладаються не між двома урядами, а між корпораціями та урядом ін. д-ви. За умовами таких програм корпорації отримують від уряду ліцензії на експорт зброї, техніки, устаткування та напряму домовляються про постачання зі закордонними покупцями. Вищою формою В.д. є пряма або непряма участь у відбитті агресії, що здійснюють силами та засобами держави, яка надає В.д, а також проведення сумісних операцій та бойових дій. Провідними країнами у світі, що надають значні обсяги В.д. є США, Франція, Російська Федерація, КНР та ін.

## Військова допомога Україні
Велика Британія, Республіка Польща, Канада, Норвегія та ін. д-ви від початку конфлікту на сході України надають «нелетальну» В.д. Лише США надали УкраїніВ.д. обладнання оборонного призначення на бл.120 млн дол. (напр., прилади нічного бачення, бронежилети, протирадарні установки), а також сухий пайок, літня та зимова форма, бронежилети та шоломи і под. У той же час очільники України неодноразово наголошували: Україна потребує прямої В.д. для забезпечення своєї незалежності та безпеки; це могла б бути програма на зразок Ленд-ліз, яка діяла під час Другої світової війни.